# Andy Townsend
Andrew David Townsend, más conocido como Andy Townsend, (Maidstone, Inglaterra, 23 de julio de 1963) es un exfutbolista internacional irlandés. Jugaba de mediocampista y militó en diversos clubes de Inglaterra. Actualmente se desempeña como comentarista de fútbol de radio y televisión.

## Selección nacional
Ha sido internacional con la Selección de fútbol de Irlanda, ha jugado 70 partidos internacionales y ha anotado 7 goles. Incluso participó con su selección en 2 Copas Mundiales (Primero en Italia 1990, donde llegó a cuartos de final, en el cual cayó ante el equipo local y luego en Estados Unidos 1994, donde llegó a octavos de final, en el cual fue eliminado por la Holanda comandada por Dennis Bergkamp).

## Participaciones en Copas del Mundo
| Mundial                        | Sede           | Resultado    |
| ------------------------------ | -------------- | ------------ |
| Copa Mundial de Fútbol de 1990 | Italia         | 4.º de final |
| Copa Mundial de Fútbol de 1994 | Estados Unidos | 8.º de final |

## Clubes
| Club                 | País       | Año         |
| -------------------- | ---------- | ----------- |
| Welling United       | Inglaterra | 1980 - 1984 |
| Weymouth             | Inglaterra | 1984 - 1985 |
| Southampton          | Inglaterra | 1985 - 1988 |
| Norwich City         | Inglaterra | 1988 - 1990 |
| Chelsea              | Inglaterra | 1990 - 1993 |
| Aston Villa          | Inglaterra | 1993 - 1997 |
| Middlesbrough        | Inglaterra | 1997 - 1999 |
| West Bromwich Albion | Inglaterra | 1999 - 2000 |